# Anti-G odijelo
Anti-G odijelo, antigravitacijsko odijelo, zaštitno pilotsko odijelo, anti-G hlače, je dodatna odjeća za pilote zrakoplova, koja pokriva dijelove tijela ispod srca, i u njihovom organizmu ograničava nepravilnu preraspodjelu krvi kada su izloženi prekomjernom utjecaju gravitacijske sile (G-ubrzanja) tijekom leta. 
Ubrzanje (G) je jedan od glavnih fizičkih stresova povezanih s borbenim letovima zrakoplova. Više od 10% pilota borbenih zrakoplova obavještavalo je svoje liječnike o nastanku neočekivanog gubitka svijesti ( "loss of consciousness (LoC)"), dok su letjeli u raznim akrobatskim manevrima. Stvarna učestalost takvih događaja je sigurno znatno veća, ali zbog česte amnezije (gubitka pamćenja) koja prati ovu pojavu, mnogi piloti ne prijavljuju povremene gubitke svijesti, jer nisu bili u stanju zapamtiti njegovu pojavu.
Iako takav gubitak svijesti obično liči na sinkopu, posljedice mogu biti kobne. U izvještaju Američkog ratnog zrakoplovstva, navodi se kako je 18 nesreća u razdoblju od 1982. do 1990. izazvano gubitkom svijesti.
"Neočekivani gubitaka svijesti (LoC)", tijekom strmog zaokreta zrakoplova prvi puta je prijavljen 1918. i postaje problem u vrijeme rane zrakoplovne utrke brojnih zemalja.

## Gravitacijska sila
U tijeku pravocrtnog kretanja zrakoplova pozitivna sila ubrzanja, (po "x" osi + Gx) djeluje u smjeru prsa - Kralježnica, a pri kočenju negativna sila ubrzanja (-Gx), djeluje u smjeru kralježnica - prsa, pri čemu sila gravitacije ne pravi znatan utjecaj. Kod ove vrste ubrzanja tijekom leta ne događaju se značajne promjene u preraspodjeli krvi u organizmu. 
Za razliku od ove vrste ubrzanja (ubrzanja po "z" osi +Gz) koja djeluju u smjeru glava-sjedalo pilota (pozitivna ubrzanja), dovode do značajne preraspodjele krvi iz gornjih dijelova iznad srca u donje dijelove tijela ispod srca. Zbog ovakve preraspodjele mozak i srce ostaju bez krvi. Srce radi u "prazno", a mozak ne dobiva potrebnu količinu kisika, što dovodi do nastanka hipoksije, koja rezultira prvo blažim poremećajima u radu srca i disanja, a zatim i gubitkom svijest što je za pilota pogubno zbog gubitka kontrole nad zrakoplovom. Udaljenost srca od donjih dijelova tijela u značajnoj je "negativnoj" korelaciji s tolerancijom na ubrzanja. Prema studiji koja je analizirala utjecaj raznih položaja sjedala, ustanovljeno je kako visoko postavljeno uzglavlje s uspravnim sjedenjem u sjedalu stvara veću nepodnošljivost na +Gz ubrzanja. Hidrostatički učinak na arterijskoj strani cirkulacije postaje važan samo na visokim ubrzanjima. Na primjer; kod +9 Gz, arterijski tlak u nogama pilota koji sjedi može teoretski dostići i do 630 mmHg.
Visoka G-ubrzanja nastaju uglavnom kod vojnih i sportskih pilota tijekom: akrobatskog letenja, zračne borbe, izbjegavanja protuzračne obrane, kod grešaka u pilotiranju itd...
Do određenog stupnja posade zrakoplova mogu negativni utjecaj visokih G-opterećenja ublažiti ili usporiti odgovarajućim aktivnostima ljudskog organizma kao što je; povećanjem mišićnog tonusa ili posebnom vrstom disanja. Često su ove mjere nedovoljne pa ih je potrebno podržati tehničkim rješenjima; promjenom kuta sjedala, disanjem kisika pod nadtlakom i primjenom posebnih anti-G odijela. Bilo kroz zajedničku primjenu svih mjera ili kombiniranjem nekih od navedenih mogućnosti. I pored primjene ovih mjeraako vrijednosti G-ubrzanja i dalje rastu, one ne mogu u potpunosti spriječiti sve negativne utjecaje ubrzanja.

## Poteškoće koje ubrzanja stvaraju u bilo kojoj osi kretanja
- Iznad 2,5 G, ustajanje iz sjedala je otežano.
- Na 3 G udovi se teško mogu pokretati, tako da u slučaju potrebe za napuštanjem zrakopliva, pilot mora koristiti izbacivo sjedalo.
- Na 8 G bilo koji pokret je nemoguć, ali ako se pravilnim ergonomskim rasporedom pilotske palice i drugih naredbi, pilotu osigura da uz minimum pokreta može upravljati avionom mogu izdržati ubrzanja i do +12 G, pa i više.
- Pilotska kaciga i u njoj ugrađena oprema, može praviti posebne mehaničke probleme zbog promjene centra ravnoteže, a glava tijekom velikih G opterećenja vrši snažan pritisak na vratni dio kralježnice i vratne mišiće.
- Na +8 Gz pilot glavu s kacigom ne može držati podignutu, pa se pilotima savjetuje spuštanje brade prema grudnom košu.
- Prolazna kompresija kralježnice u karličnom dijelu može biti i do 5 mm, na ubrzanju od +7 Gz.

## Povijest
Razvoj zrakoplovstva između Prvog i Drugog svjetskog rata donekle su usporili česte gubitke svijesti kod pilota nekih suvremenijih zrakoplova tijekom 1920. godine.
Agresivna tehnika bombardiranja, primjenjivana tijekom 1930., proizvodila je velika ubrzanja tijekom izvlačenja zrakoplova na kraju bombardiranja. U nekoliko tada objavljenih izvješća opisana je pojava, ubrzanjem izazvanog "neočekivanog gubitka svijesti-(LOC)".
U razdoblju od 1930. do 1940., Nijemci eksperimentiraju s ljudima i određuju toleranciju različitih dijelova ljudskog tijela na ubrzanje. Ovi problemi su ispravno pripisani "moždanoj malokrvnosti" izazvanoj centrifugalnim silama od +4 G koje su bile nekoliko puta veće od sile gravitacije.
U cilju zaštite pilota, 1934. Ratno zrakoplovstvo SAD-a razvija pneumatski "pojas za ubrzanje", sastavljen od trbušne preše, koju je pilot napumpavao prije početka bombardiranja, ali ovaj je uređaj vjerojatno imao samo minimalni učinak na djelovanje ubrzanja.
Istraživanje ubrzanja uvjetovalo je razvoj ljudskih centrifuga, laboratorijskih uređaja u kojima je na kraju rotirajućeg ramena dugog 20-30 stopa (koje je okretanjem u krug stvaralo silu ubrzanja) koje je djelovalo na ljude ili eksperimentalne životinje, smještene u kapsule pričvršćene na njenom kraju. Prve centrifuge napravljene za istraživanja u zrakoplovstvu proizvedena su u Njemačkoj i SAD-u tijekom 1930., nešto kasnije centrifuge dobivaju i instituti zrakoplovne medicine u Japanu, Sovjetskom Savezu, Australiji, i još nekoliko drugih europskih zemalja.
Frank Cottonprofesor fiziologije na Sveučilištu u Australiji 1931. utvrđuje centar gravitacijske sile u tijelu čovjeka, što predstavlja osnovu za konstruiranje prvog antigravitacijskog odijela. Za razliku od Wilbur Franks-a iz Kanade koji je konstruirao letačko anti-G odijelo Mark 3 ispunjeno vodom, Frank Cotton je konstruirao prvo letačke odijelo na zrak.
Opsežna istraživanja u Minnesoti - (Mayo Clinic, Rochester, Minnesota), tijekom 1940. dovela su do razvoja pet pneumatskih anti-G odijela (nazvana "G hlače"), koja su značajno povećala izdržljivost organizma tijekom djelovanja ubrzanja.
Kanađani Wilbur Franks i Frederick Banting, nakon brojnih istraživanja, na jednoj od prvih centrifuga u svijetu, koju su sami konstruirali za te namjene, tijekom 1940. izradili su prvo tekućinom ispunjeno anti-G odijelo, u kojem se voda nalazila između dva sloja gume (Mark 1,2 i 3 Frankovo letačke odijelo). Ovo odijelo je, nakon ulaska pilota u zrakoplov, vodom punilo zemaljsko osoblje. Njegova izrada i primjena vršena je u strogoj tajnosti kako projekt, koji je davao značajnu manevarsku prednost savezničkim pilotima, ne bi dospio u ruke njemačke vojske, radi čega ovo odijelo duže vrijeme nije bilo u operativnoj uporabi.
U borbenim letovima, odijelo je prvi put primijenilo nekoliko pilota Hurricanea i Spitfirea u studenom 1942., tijekom invazije savezničkih snaga na područja Orana i Maroka u Sjevernoj Africi. Nakon izvršenog zadatka piloti su u svom izvješću naveli kako su im se manevarske sposobnosti značajno poboljšale u odnosu na neprijatelja uz odsustvo "blackout-a" koji se često javljao u ranijim letovima. Nakon 1942. do kraja Drugoga svjetskog rata, ovo odijelo koriste američki piloti za vrijeme borbenih letova na Pacifiku.
Nakon ovih izvješća RAF (Britansko kraljevsko zrakoplovstvo) je preporučilo uvođenje odijela u operativnu uporabu, jer će britanskim pilotima dati značajnu prednost u borbama s neprijateljskim zrakoplovima.
Brojni piloti bili su oduševljeni odijelom i htjeli su ga nositi tijekom zračnih operacija, ali je zapovjedništvo odlučilo RAF-u ograničiti njegovu uporabu, unatoč proizvedenih više od 8.000 komada, kako bi se odijelo moglo koristiti kao najveća prednost zrakoplovstva u invaziji na Europu. Postojala je naime bojazan kako bi odijelo moglo prerano pasti u ruke neprijatelja čime bi se izgubila ova prednost.
Piloti bombardera izbjegavali su na dugim letovima nošenje ovog odijela ispunjenog vodom jer je ono bilo glomazno i neudobno, a u njemu su piloti imali i problem održavanja tjelesne temperature. 
Iako Wilbur Franks-ov izvorni izum nije bio korišten u mjeri u kojoj se on nadao, njegov koncept bio je preteča anti-G odijela koja su kasnije nosili ne samo piloti nego i astronauti.
Modele anti-G odijela ispunjenih tekućinom, iz 1944., korištene u ratu i poslije njega, zamijenila su odijela koja su se sastojala od anti-G hlača s gumenim manšetama, koje su bile povezane s kompresorom koji je u njih upumpavao zrak pod tlakom.
Zrakoplovna industrija je daleko ispred razine ljudske tjelesne tolerancije u 1960. i 1970. Proizvedeni su zrakoplovi čije je G-opterećenje u rasponu od 6-9 G, koje je nešto kasnije povećano do 12 G, s povećanjem ubrzanja po stopi od 6 G/sec. Od tada smo svjedoci raznih aerodinamičkih promjena u zrakoplovima koje su bili strogo čuvana tajna.

## Rad anti-G odijela
Cilj svih anti-G odijela je spriječiti silazak krvi u donju polovicu tijela, što ona postižu stvaranjem tlaka na krvne žile, posebno u trbuhu i donjim udovima.
Anti-G odijela se sastoje od odijela i hlača, a izrađena su od dva sloja nerastezljivog materijala, s gumenim manšetama umetnutim oko butine, potkoljenica i trbuha. Manšete su međusobno povezane. Trbušna manšeta je preko rebrastog crijeva povezana s posebnim regulatorom (G-ventilom), preko kojega se ubacuje plin pod tlakom u anti-G odijelo u razmjeri s veličinom +Gz ubrzanja. Postupak stavljanja odijela pod tlak obavlja se automatski kada G-ventil registrira ubrzanje, što rezultira upumpavanjem zraka u manšete hlača oko ekstremiteta i trbuha, što povećava povratak krvi u prsa i smanjuje silazna kretanja zdjelične pregrade i srca kod velikih ubrzanja. 
Prva anti-G odijela imaju gumene manšete (komore) samo oko trbuha i nogu, kao što su odijela tipa CZU-13b i PPC-1, koja se i danas najčešće koriste. Prema potrebi ova odijela se mogu nadopuniti primjenom gumenih komora oko gornjih ekstremiteta, ramenog pojasa i grudnog koša, kao i anti G prslukom, maskom ili kacigom za disanje kisika pod povišenim tlakom, specijalnim rukavicama i čarapama.
Razvoj suvremenih borbenih zrakoplova tijekom 1980-ih zahtijevalo je poboljšanu vrstu anti-G zaštite. Anti-G ventili su prilagođeni kako bi osigurali brzo i ravnomjerno napuhavanje manšeti. Eksperimentalna odijela su izrađivana primjenom različitih inovacija koje su detaljno istražene. Međutim, veliki napredak došao je s razvojem "fullcoverage" anti-G odijela, u kojem manšeta u potpunosti okružuje noge.
Dalji razvoj zaštitnih odijela uključio je u njih i sustav za uravnoteženje tlaka disanja kako bi se organizam pilota bolje odupirao cirkulacijskim poremećajima koje su izazivala velika ubrzanja. 
S ovim poboljšanjima većina pilota sada može održavati funkciju vida i svjesno stanje na duže razdoblje i na razinama ubrzanja od 9 G.
U 21. stoljeću borbeni zrakoplovi i njihova sposobnost za brza djelovanja, visoko prerastaju ubrzanja koja je u svojim istraživanjima navodio Blerio. Budućnost dobrog naoružanja i zrakoplovni sustavi zahtijevaju mnogo više od čovjeka. Kao što je zrakoplov postao izuzetno pokretan, tako i ljudsko tijelo mora odgovoriti na ubrzano mijenjanje ubrzanja u različitim smjerovima. Ovi zrakoplovi, nazvani (ASF / HP and the super-maneuverable/super AGILA (VM / SA), agresivno-manevarski superpokretljivi zrakoplovi, imaju mogućnost naprezanja do 15 G s prirastom ubrzanja od 15G/sec. Čovjekovo iskustvo u rješavanju fizioloških problema mora biti usmjereno u rješavanju problema brzih promjena djelovanja sile ubrzanja od jedne do druge osi djelovanja.
Zaštitna odjeća pilota prešla je puni krug od Frankovog odijela ispunjenog vodom do "Libelle" odijela, koje trenutačno prolazi kroz postupak ispitivanja kako bi zadovoljilo sve važeće standarde napredne tehnologije anti-G odijela.
Napredak u tehnologiji izrade anti-G ventila prošlao je put od mehaničkih anti-G ventila do mikroprocesora koji kontroliraju protok visokog tlaka u kratkim vremenskim intervalima. 
Kakva je uloga opreme potrebna u suvremenom zrakoplovu, kako bi ona bila što učinkovitija, veliki je problem za mnoge konstruktore. Od najnovijih sustava očekuje zaštita do +9Gz bez naprezanja, a uz naprezanje i do 12 G.

## Dobre i loše osobine anti-G odijela
Veliki nedostatak anti-G odijela je kašnjenje u vremenu od početka djelovanja ubrzanja do izjednačavanja tlaka u cijelom odijelu. S brzim narastanjem visokih opterećenja ("G-juriš") javlja se potreba za poduzimanjem nekih od gore navedenih mjera, prije punog učinka protumjera povišenim tlakom u anti-G odijelu.
Još jedna slaba točka ovih odijela je nedovoljna zaštita vratne kralježnice, koja trpi teret opterećenja od strane glave i pilotske kacige, što stvara strašne bolove i zamor u predjelu vrata i ramena.
Poseban nedostatak cjelokupnog odijela je što pokriva veliku površinu tijela. Dakle, ograničava slobodu kretanja, a može izazvati i poremećaje zbog pregrijavanja tijela i tako na organizam pilota djelovati iscrpljujuće. Zato ona moraju imati sustav hlađenja koji treba nadopuniti i pravilnim izborom tkanine od koje su sašivena.
Suvremena ana-G odijela u sebi osim čiste potpore za visoka ubrzanja djelomično štite i od NBK agensa, hladnoće, topline i plamena.

## Fluidom-punjeno anti-G odijelo
Pilotska škola Američkog ratnog zrakoplovstva za testiranje opreme provjerava novi koncept zaštite avionskih posada, primjenom novog anti-G odijela ispunjenog tekućinom, Vilinski konjic anti-G odijelo ili vodeno anti-gravitacijsko odijelo. Ovo odijelo dobilo je naziv "Vilinski konjic" jer je kretanje tekućine u njemu zasnovano na istim principima kao kod malog insekta Vilinskog konjica. Ovaj princip kretanja tekućine u tijelu štiti Vilinskog konjica  koji je tijekom leta izložen sili gravitacije i do 30 G.
Kod ovog anti-G odijela koristi se hidrostatički tlak tekućine, umjesto pneumatskog tlaka (zraka pod tlakom). Odijelo se sastoji od 4, na krajevima zatvorene cijevi (komore) ispunjene tekućinom (destiliranom vodom) u količini od oko 2 litre, koje se pružaju od vrata do gležnja. Tijekom visokih sila ubrzanja, gura krv prema nižoj polovini tijela, a samo pomicanje krvi u jednoj sekundi daleko od mozga može uzrokovati gubitak svijesti. U tom trenutku tekućina u odijelu vrši kontra tlak i vraća krv u gornje dijelove tijela. Primjena dosadašnjih pneumatskih odijela nije u potpunosti riješila sve probleme i zato se usporedno, primjenom centrifuga i trenažnih letova u Americi i Švicarskoj vrše istraživanja s odijelima koja koriste hidrostatski tlak tekućine.
Primjena ovog sustava pokriva 90% površine tijela i osigurava zaštitu bez većeg naprezanja, do (+9 G). Temelji se na svojstvu tekućine da sama svojim kretanjem regulira tlak i ne zahtijeva sustav mehaničkog reguliranja kao i bilo kakve postavke na ploči za zrak pod tlakom, što znatno skraćuje vrijeme reakcije odijela i pojednostavnjuje postupak regulacije jer se ista vrši prirodno, i ne ometa pilota u upravljanju avionom. Kako ne bi došlo do zaleđivanja vode u odijelima, tijekom letenja na velikim visinama, kada postoji mogućnost prinudnog napuštanja zrakoplova, voda se obogaćuje dodavanjem antifriza.,

### Novo anti-G odijelo "Red Bull" pilota u borbi protiv G-sile
Cilj novog anti-G odijela je zaštita "Red Bull" pilota od izuzetno snažnih G opterećenja koja kratkotrajno mogu doseći i +12 G, kada njihovi zrakoplovi izvode manevar između avio-vrata, ili kada se velikom brzinom kreću oko trkačke staze.
Prototip anti-G odijela prilagođenom za ove zračne trkače razvijena su tijekom posljednjih nekoliko godina i piloti "Red Bull" zračnih utrka su sudjelovali u njihovom ispitivanju u luftwaffeovom zrakoplovno medicinskom centru blizu Dresdena gdje su u pilotskoj centrifugi izlagani centrifugalnoj G-sili do +9 Gz.